# Villa Caimi
Villa Caimi era una villa, non più esistente, che sorgeva in corrispondenza dell'odierna via Aldini 42, nella Zona 8 di Milano, a Quarto Oggiaro.
Viene citata nell'Archivio Storico Lombardo come Villa Finoli, (dal nome degli ultimi proprietari). Costruita nel Settecento, nasce come casa di campagna della famiglia Caimi. Era collegata da un passaggio sotterraneo a villa Scheibler e al parco annesso.

## Struttura
All'ingresso esterno della proprietà sorgeva un muretto, con due solide colonne. Immediatamente dopo, si presenta un viale alberato antistante a quelli che erano i fienili e le stalle. Sorpassate anch'esse si ha di fronte la villa vera e propria, che si presenta con un ingresso a tre arcate.
La villa ha subìto molti passaggi di proprietà negli anni, molti di essi hanno contribuito a degradare oltre che a smembrare alcune parti della struttura. Oggi la villa è in stato di abbandono.
Oggi della villa patrizia rimangono solo due appartamenti, che si affacciano su via Aldini 36, e l'arcata dell'ingresso. Ciò che rimane sorge a pochi metri da villa Scheibler, nel parco di Villa Scheibler ex parco Lessona.